# Галландейл (Флорида)
Галландейл (англ. Hallandale Beach) — місто (англ. city) в США, в окрузі Бровард штату Флорида. Населення — 41 217 осіб (2020).

## Географія
Галландейл розташований за координатами 25°59′0″ пн. ш. 80°8′25″ зх. д. / 25.98333° пн. ш. 80.14028° зх. д. (25.983324, -80.140389).  За даними Бюро перепису населення США в 2010 році місто мало площу 12,00 км², з яких 10,92 км² — суходіл та 1,08 км² — водойми.

## Демографія
Згідно з переписом 2010 року, у місті мешкало 37 113 осіб у 18 301 домогосподарстві у складі 9357 родин. Густота населення становила 3092 особи/км².  Було 27057 помешкань (2254/км²).
Расовий склад населення:
| - 73,7 % — білих - 18,7 % — чорних або афроамериканців - 1,4 % — азіатів - 0,2 % — корінних американців - 3,3 % — осіб інших рас |

До двох чи більше рас належало 2,6 %. Частка іспаномовних становила 31,8 % від усіх жителів.
За віковим діапазоном населення розподілялося таким чином: 15,4 % — особи молодші 18 років, 59,5 % — особи у віці 18—64 років, 25,1 % — особи у віці 65 років та старші. Медіана віку мешканця становила 46,7 року. На 100 осіб жіночої статі у місті припадало 90,4 чоловіків;  на 100 жінок у віці від 18 років та старших — 87,6 чоловіків також старших 18 років.
Середній дохід на одне домашнє господарство  становив 51 667 доларів США (медіана — 34 216), а середній дохід на одну сім'ю — 61 834 долари (медіана — 42 148). Медіана доходів становила 37 132 долари для чоловіків та 29 788 доларів для жінок. За межею бідності перебувало 22,1 % осіб, у тому числі 35,1 % дітей у віці до 18 років та 16,4 % осіб у віці 65 років та старших.
Цивільне працевлаштоване населення становило 16 997 осіб. Основні галузі зайнятості: мистецтво, розваги та відпочинок — 16,1 %, освіта, охорона здоров'я та соціальна допомога — 14,6 %, роздрібна торгівля — 14,5 %.